# Ehrenmedaille für Arbeit (Niger)
Die Ehrenmedaille für Arbeit (französisch Médaille d’honneur du travail) ist eine staatliche Auszeichnung Nigers im Bereich der Erwerbstätigkeit.

## Zweck, Geschichte und Verleihungspraxis
Mit der Ehrenmedaille sollen Angehörige zweier Personengruppen ausgezeichnet werden: Arbeitnehmer mit guten und loyalen Diensten für einen oder mehrere Arbeitgeber sowie Personen, die sich um die Verbesserung der Produktions- oder Arbeitsbedingungen bemüht haben.
Die Auszeichnung wurde am 7. September 1967 geschaffen. Ihre Verwaltung obliegt dem Großkanzler der Nationalorden.
Für die unterste Stufe sind ein Mindestalter von 35 Jahren und in der Regel ein Dienstalter von 15 Jahren erforderlich. Die Auszeichnung können Inländer und Ausländer erhalten, die in Niger arbeiten oder im Ausland für einen nigrischen Arbeitgeber tätig sind, sowie im Ausnahmefall Nigrer, die im Ausland für einen nicht-nigrisches Unternehmen arbeiten.
Die Verleihungen finden üblicherweise am 1. Mai, dem Tag der Arbeit, durch den Staatspräsidenten in seiner Eigenschaft als Großmeister der Nationalorden statt.

## Ordensstufen
Die Ehrenmedaille für Arbeit wird in vier Ordensstufen vergeben, hier in absteigender Reihenfolge:
- Große Ehrenmedaille in Gold (grande médaille d’or)
- Ehrenmedaille in Gold (médaille d’or)
- Ehrenmedaille in Silber (médaille d’argent)
- Ehrenmedaille in Bronze (médaille de bronze)[1]

Für die einzelnen Stufen sind jährliche Kontingente festgelegt: bei der Anzahl der Medaillen in Silber nicht mehr als 40 % der Anzahl der Medaillen in Bronze, bei der Anzahl der Medaillen in Gold nicht mehr als 40 % der Anzahl der Medaillen in Silber und bei der Anzahl der Großen Medaillen nicht mehr als 20 % der Anzahl der Medaillen in Gold.

## Gestaltung und Trageweise
Die Auszeichnung besteht aus einer Medaille am Band, einer Anstecknadel, einer Bandschnalle und einer Urkunde, die vom Großkanzler unterzeichnet und vom zuständigen Minister gegengezeichnet wurde.
Die Medaille zeigt auf der Vorderseite das Wappen Nigers sowie die Inschriften République du Niger (Republik Niger) und Fraternité – Travail – Progrès (Brüderlichkeit – Arbeit – Fortschritt), das Staatsmotto Nigers. Auf der Rückseite stehen Médaille d’Honneur du Travail, der Name des Trägers und das Jahr der Verleihung. Die Kosten für die Stanzung und Gravierung hat der Arbeitgeber zu tragen.
Die Medaillen werden auf der linken Seite in Brusthöhe getragen.